# Alfredo Pesenti
Alfredo Pesenti (Zanica, 20 marzo 1941) è un ex calciatore italiano, di ruolo difensore.

## Carriera
Arcigno difensore centrale, crebbe calcisticamente nell'Atalanta, squadra della sua città, con la quale debuttò in prima squadra nella stagione 1962-1963, anno in cui vinse la Coppa Italia, competizione in cui scese anche in campo nella finale.
La sua agilità, unita al grande scatto di cui era dotato ed alla notevole intelligenza tattica, ne fecero un baluardo della difesa atalantina per sei anni. La sua carriera si interruppe dopo un contrasto con Luciano Chiarugi, nel quale si ruppe un legamento del ginocchio, infortunio dopo il quale gli fu difficile riuscire a riprendere l'attività professionistica.
È considerato tuttora uno dei migliori difensori della storia dell'Atalanta, con la quale disputò 163 partite di campionato, tutte in Serie A, con 3 reti all'attivo, tutte nella stagione 1965-1966.

### Nazionale
Tra il 1963 ed il 1964 ha giocato 2 partite con la nazionale Under-21.

## Palmarès

### Club

#### Competizioni nazionali
- Coppa Italia: 1

Atalanta: 1962-1963